# Middenoorontsteking
Een middenoorontsteking of otitis media is een ontsteking in het middenoor. Dit komt veel voor, vooral bij kinderen. Meestal gaat het vanzelf over zonder dat behandeling nodig is. In sommige gevallen is nadere behandeling nodig. Gehoorschade zou op kunnen treden bij langdurig verwaarloosde oorontstekingen.

## Otitis media acuta
Otitis media acuta is een acute middenoorontsteking ten gevolge van een infectie. Bij inspectie van het oor toont zich een rood en uitpuilend (bomberend) trommelvlies. Er kan een spontane perforatie van het trommelvlies optreden met een loopoor als gevolg. De patiënt heeft (soms hevige) vervelende pijn in het oor, hoort aan die kant slechter; meestal zijn ook enkele lymfklieren in de hals aan de aangedane zijde opgezwollen. Soms is er ook een algemene malaise, al dan niet met koorts.
Soms ontstaat deze vorm van oorontsteking na een vliegreis waarbij dan vermoedelijk bacteriën in het middenoor zijn gekomen door het drukverschil tijdens de vlucht; men spreekt dan van barotitis. Als een loopoor niet goed verzorgd wordt, kan dit evolueren naar een lijmoor, zo genoemd omdat het middenoor dan een kleverige afscheiding blijft produceren.
De verantwoordelijke bacteriën zijn vooral streptokokken, stafylokokken, pneumokokken, Moraxella catarrhalis en Haemophilus influenzae. De laatste verwekker is uiterst zeldzaam sinds invoering van de landelijke vaccinatie tegen die bacterie.
Antibiotica kunnen gegeven worden als therapie, in de meeste gevallen is dit echter niet noodzakelijk. De gemiddelde ziekteduur wordt er slechts een à 2 dagen mee bekort. Alleen onder de leeftijd van 1 jaar worden in Nederland standaard wel antibiotica aanbevolen. In andere gevallen luidt het advies het eerst een paar dagen af te wachten en paracetamol te gebruiken. Alleen bij sterke klachten ook nog na 2 à 3 dagen en algemeen ziekzijn worden ook bij andere groepen dan zeer jonge kinderen antibiotica aanbevolen. Vroeger  werd bij otitis media acuta met hevige pijnklachten het trommelvlies doorgeprikt om de etter af te laten vloeien uit de trommelholte: paracentese genoemd. Dit gaf onmiddellijk verlichting van de pijn. Deze therapie wordt (naar de mening van sommige oudere kno-artsen ten onrechte) niet standaard meer toegepast.

## Otitis media serosa
Otitis media serosa is een aandoening, waarbij primair de afvoer van vocht uit het middenoor belemmerd is door het dichtzitten van de Buis van Eustachius door slijmvlieszwelling. Het vocht kan bacterieel geïnfecteerd raken met toenemende pijnklachten en koorts als gevolg. Ook zonder infectie geeft de otitis media serosa klachten waaronder gehoorverlies tot 30 dB. Het trommelvlies kan licht uitpuilen (bomberen) en beweegt niet of slecht. De afwijking gaat vaak na enige maanden spontaan over, maar geeft in die periode wel klachten als genoemde doofheid en drukgevoelens in het aangedane oor. De indruk bestaat dat in allergische families de aandoening zich vaker voordoet. Otitis media serosa kan ook ontstaan na otitis media acuta, door obstructie van de neuskeelholte, de nasofarynx, vooral door een grote neusamandel.
Een aangewezen therapie is het plaatsen van een trommelvliesbuisje ter beluchting van het middenoor, waardoor de functie van de buis van Eustachius wordt overgenomen zodat zich geen vocht in het middenoor ophoopt. Dit wordt veel gedaan bij kleine kinderen, vooral om te voorkomen dat ze op school en bij hun spraak een achterstand oplopen als ze langdurig met twee oren slecht horen. Recent is overigens een onderzoek gepubliceerd waarin bij een aantal kinderen die jong oorklachten kregen, behandeld met en zonder buisjes geen verschil in schoolprestaties kon worden gevonden toen ze zeven waren. Tegen zwemmen (niet duiken!) is bij deze behandeling volgens moderne inzichten overigens geen bezwaar.